# Air Evex
Air Evex Flugcharter war ein deutsches Luftfahrtunternehmen mit Sitz am Flughafen Düsseldorf. Es betrieb europaweite Business-Charterflüge. Traurige Berühmtheit erlangte die Fluggesellschaft dadurch, dass eine ihrer Maschinen in den Flugunfall auf dem Flughafen Mailand-Linate verwickelt war, bei dem 118 Menschen ums Leben kamen. 
Laut Amtsgericht Paderborn wurde die Gesellschaft am 13. August 2007 gemäß § 141 a Absatz 1 FGG wegen Vermögenslosigkeit von Amts wegen gelöscht.

## Flotte
- 1 Raytheon Hawker 800XP
- 3 Cessna Citation
- 2 Learjet 45

## Zwischenfälle
- Am 8. Oktober 2001 kollidierte eine McDonnell Douglas MD-87 der SAS Scandinavian Airlines (SE-DMA) beim Start auf dem Flughafen Mailand-Linate mit einem Cessna CitationJet CJ2 (D-IEVX) der Air Evex. Bei schlechter Sicht überfuhr der Privatjet den Runway, auf der sich gerade die DC-9 (MD-87) im Startlauf befand. Im Moment des Abhebens kollidierten die beiden Maschinen, wodurch bei der DC-9 das rechte Fahrwerk abgerissen wurde, das wiederum an der rechten Tragfläche die Landeklappen beschädigte und das rechte Triebwerk vom Rumpf riss. Die Maschine konnte noch kurz steigen, jedoch erzeugte das linke Triebwerk nicht genügend Schub, da es Fremdkörper eingesaugt hatte. Nachdem die Maschine wieder auf der Landebahn aufschlug, konnte noch der Umkehrschub aktiviert werden; jedoch stürzte die Maschine nach einigen hundert Metern in eine Gepäckhalle, die daraufhin teilweise einstürzte. Von den 110 Insassen überlebte niemand; außerdem wurden vier Personen in der Gepäckhalle und die vier Insassen des Privatjets getötet (siehe auch Flugzeugkollision von Mailand-Linate 2001).[2]